# Diogo Infante
Diogo Nuno Infante de la Cerda (* 28. Mai 1967 in Lissabon) ist ein portugiesischer Schauspieler.

## Leben
Infante besuchte Schauspiel- und Theaterkurse, ehe er in der Rolle des Edmund in einer Inszenierung von William Shakespeares König Lear sein Bühnendebüt gab. 1992 feierte er sein Spielfilmdebüt mit einer Nebenrolle in Ana Luísa Guimarães’ preisgekrönten Drama Nuvem.
Einem breiten Publikum wurde er durch sein Mitwirken in der beliebten portugiesischen Fernsehserie A Banqueira do Povo (1993) bekannt, woraufhin weitere Auftritte in den Serien Na Paz dos Anjos (1994) und Tudo ao Molho e Fé em Deus (1995) folgten.
Die Hauptrolle des Jorge in Luís Filipe Rochas Historiendrama Feuerzeichen (1995) brachte ihm seine erste Nominierung für den portugiesischen Medienpreis Globo de Ouro ein. Diesen gewann er erstmals 1997 für die Tragikomödie Mortinho por Chegar a Casa (1996, R: George Sluizer/Carlos da Silva), in der er als portugiesischer Immigrant zu sehen ist, der nach seinem Unfalltod in den Niederlanden als Geist in sein Heimatland zurückzukehren versucht. Zwei weitere Male erhielt er den Preis für die Romantikkomödie Pesadelo Cor de Rosa (1998, R: Fernando Fragata) und die Fernsehserie A Jóia de África (2004).
Seine Sprachkenntnisse und sein Aussehen verschafften Infante auch Rollen in internationalen Koproduktionen, darunter der deutsche Fernsehfilm Zwei Mädels auf Mallorca – Die heißeste Nacht des Jahres (2000, R: Dror Zahavi), George Sluizers Saramago-Verfilmung La balsa de piedra (2002), Xavier Villaverdes Wenn die Glocke 13 schlägt (Trece campanadas) (2002), Roselyne Boschs Sciencefiction-Thriller Animal (2005), oder Hella Joofs Komödie All inclusive (2014). Es blieben dabei jedoch häufig kleinere Rollen.
Es waren insbesondere seine Rollen in portugiesischen Telenovelas und Fernsehserien, die ihn einem breiten Publikum bekannt machten.
Mit seinem 2019 veröffentlichten Film Olga Drummond, mit Eunice Muñoz und Ruy de Carvalho in den Hauptrollen und von Tino Navarro produziert, legte er seine erste Regiearbeit vor und schrieb auch das Drehbuch. Er selbst spielte nicht mit. Sein Debüt gewann danach mehrere Preise bei den CinEuphoria-Preisen.

## Filmografie

### Regie
- 2019: Olga Drummond (auch Drehbuch)

### Schauspieler
- 1992: Nuvem
- 1992: Adeus Princesa
- 1993: Encontros Imperfeitos
- 1994: A Viagem
- 1994: Três Palmeiras
- 1995: Amor & Alquimia
- 1995: Feuerzeichen (Sinais de Fogo)
- 1996: Mortinho por Chegar a Casa
- 1997: Tentação
- 1998: A Sombra dos Abutres
- 1998: Pesadelo Cor de Rosa
- 2000: Zwei Mädels auf Mallorca – Die heißeste Nacht des Jahres (TV)
- 2000: Brava Gente Brasileira
- 2002: A Bomba
- 2002: La balsa de piedra
- 2002: Trece campanadas
- 2004: Portugal S.A.
- 2004: Confissões de 2 Deputados (Kurzfilm)
- 2005: Animal
- 2005: Manô
- 2005:História de Papel (Kurzfilm)
- 2006: Estranho (TV-Serie, 1 Folge)
- 2008: A Ilha dos Escravos
- 2009: Grandes Livros (TV-Serie, Sprecher)
- 2010: Noite Sangrenta (TV-Serie)
- 2010: Regresso a Sizalinda (TV-Serie)
- 2011: Voo Directo (TV-Serie)
- 2011: J.A.C.E.
- 2012: Há Sempre um Amanhã (Fernsehfilm)
- 2013: Depois do Adeus (TV-Serie)
- 2013: Mundo ao Contrário (TV-Serie)
- 2014: O Beijo do Escorpião (TV-Serie)
- 2014: All Inclusive
- 2014–2015: Jardins Proibidos (TV-Serie)
- 2016–2017: A Impostora (TV-Serie)
- 2017–2018: Jogo Duplo (TV-Serie)
- 2019–2020: Prisioneira (TV-Serie)
- 2020: Pecado (TV-Mehrteiler)
- 2022: Quero é Viver (TV-Serie)

## Auszeichnungen
- 1996: Globos de Ouro – nominiert als Bester Darsteller für Feuerzeichen
- 1997: Globos de Ouro – Bester Darsteller für Mortinho por Chegar a Casa
- 1999: Shooting Star auf den 49. Internationalen Filmfestspielen von Berlin
- 1999: Globos de Ouro – Bester Darsteller für Pesadelo Cor de Rosa
- 1999: Bester Darsteller auf dem Gramado Film Festival für A Sombra dos Abutres
- 2004: Globos de Ouro – Bester Fernsehdarsteller für A Jóia de África
- 2002: Jury-Award – Bestes Ensemble (mit anderen) für La balsa de piedra
- 2016: Prémios Aquila und Jury Award – Bester Fernsehdarsteller für A Impostora
- 2016: Tropheus TV 7 Dias – Bester Telenovela-Hauptdarsteller für Jardins Proibidos
- 2017: Prémios Fantastic – Bester Fernseh-Hauptdarsteller für A Impostora
- 2019: Soap Awards France – nominiert als bester Schauspieler für A Impostora
- 2021: CinEuphoria – für seine erste Regiearbeit Olga Drummomd